# Текето
Текето е село в Южна България. То се намира в община Хасково, област Хасково.

## География
Селото се намира на 14 км от Хасково по пътя за град Кърджали, в непосредствена близост до село Тракиец.

## История
В миналото селото се нарича Отман баба текеси, по името на разположеното в него Осман баба теке – алевийско бекташко теке (обител на дервиши) с тюрбето (мавзолей) на Осман (Отман) баба. През 1934 година това име е променено на Текето.
През 1985 година село Текето има 371 жители.

## Население
Численост
Численост на населението според преброяванията през годините:
| \| Година на преброяване \| Численост \| \| --------------------- \| --------- \| \| 1934 \| 58 \| \| 1946 \| 63 \| \| 1956 \| 67 \| \| 1965 \| 140 \| \| 1975 \| 329 \| \| 1985 \| 371 \| \| 1992 \| 459 \| \| 2001 \| 488 \| \| 2011 \| 463 \| \| 2021 \| 266 \| |           |
| Година на преброяване | Численост |
| 1934 | 58        |
| 1946 | 63        |
| 1956 | 67        |
| 1965 | 140       |
| 1975 | 329       |
| 1985 | 371       |
| 1992 | 459       |
| 2001 | 488       |
| 2011 | 463       |
| 2021 | 266       |

### Етнически състав
Преброяване на населението през 2011 г.
Численост и дял на етническите групи според преброяването на населението през 2011 г.:
|                     | Численост | Дял (в %) |
| Общо                | 463       | 100,00    |
| Българи             | 4         | 0,86      |
| Турци               | 431       | 93,08     |
| Цигани              | 23        | 0,00      |
| Други               | 0         | 0,00      |
| Не се самоопределят | 5         | 1,07      |
| Неотговорили        | 0         | 0,00      |

## Религии
В селото живеят само мюслюмани.

## Обществени институции
Целодневна детска градина

## Забележителности
Тюрбе на Отман баба
В село Текето се намира тюрбе, в което е разположен гробът на алевийския светец Осман баба (1389 – 1478). То е издигнато около 1507 година, при управлението на султан Баязид II (1481-1512). Тюрбето представлява седмоъгълна каменна сграда с правоъгълно преддверие. Има височина 11 м и диаметър на купола 7,2 м и е изградена от квадри (обработени предварително блокове) от бял пясъчник, с мраморен портал. Според Евлия Челеби през ХVІІ век тюрбето е в центъра на по-голям култов комплекс (теке), който днес не е запазен.
През 1970 година е обявено за паметник на културата от местно значение, а през 1976 година е реставрирано. През 1993 година вътрешността на тюрбето е украсена със стенописни сцени, рисувани от Александър Терзиев, любител-художник от Хасково.
Други забележителности
Източно от тюрбето на Отман баба е разположено по-малко тюрбе с 2 символични гроба на Хасан и Юсеин, чиято каменна сграда е построена през 20 век.
На 6 май 2006 година в селото са направени първите копки на хотел „Джем“ от лидера на партия ДПС Ахмед Доган. През май 2007 година хотелът е официално открит.
Между двете тюрбета има Дървета за пожелния. Хората, които отиват на тюрбето, не пропускат да си пожелаят нещо. Вярва се, че ако оставиш нещо лично по дървото (било то само косъм от косата) и си пожелаеш нещо, и то ще се сбъдне.

## Редовни събития
На празника на светеца Отман баба край текето се организира традиционното мае (вид събор). Но в с. Текето идват и поклонници от цял свят да се молят и правят курбан за здраве, за сбъднати пожелания, преживени щастливи мигове или за пречистване от отминали лоши случаи. На курбана се канят приятели, роднини, съседи, случайно дошли на святото място, и други хора. Традицията е нищо да не се взима от святото място, а само да се донася. Всички дарове остават за текето. Затова и гробът на Отман баба в централната зала на текето е винаги отрупан с дарове.

## Кухня
Предимно турска: баклава, катми, мекици, баница с пилешко, имамбаялдъ, пиде, кюнефе и т.н.